# Beta Sculptoris
Désignations
Beta Sculptoris (β Sculptoris / β Scl), est une étoile bleue-blanc unique de la constellation australe du Sculpteur. Elle a une magnitude apparente visuelle de 4,37, ce qui la rend assez lumineuse pour qu'elle soit visible à l'œil nu. Sur la base d'une parallaxe annuelle de 18,74 mas telle que mesurée par le satellite Hipparcos, elle est située à ∼ 174 a.l. (∼ 53,3 pc) du Soleil.
C'est une étoile géante bleue de type spectral B9.5IIIp(HgMnSi). Elle appartient à la famille des étoiles chimiquement particulières appelées étoiles à mercure et manganèse, présentant des surabondances de mercure, de manganèse et de silicium dans leur spectre. C'est une variable de type α2 CVn suspectée avec une magnitude variant entre 4,35 et 4,39. Elle possède presque trois fois la masse du Soleil et le double du rayon du Soleil. Elle émet 81 fois la luminosité du Soleil depuis sa photosphère à une température effective de 12 110 K.